# Flic-en-Flac
Koordinaten: 20° 17′ S, 57° 22′ O

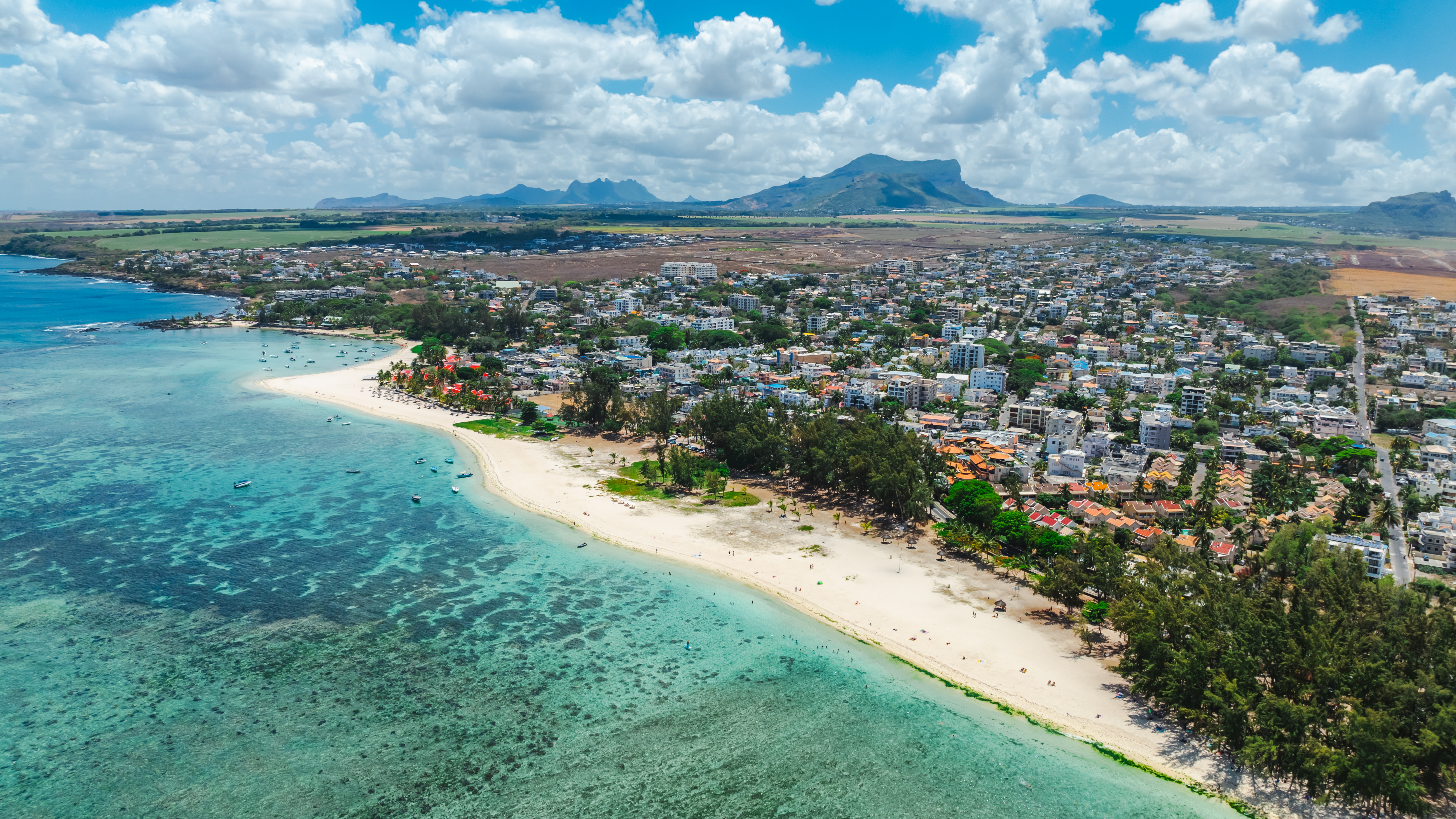
Strand in Flic-en-Flac

Flic-en-Flac (flikɑ̃flak) ist eine Ortschaft („Village“) an der Westküste von Mauritius im Distrikt Black River.
Der Name leitet sich wahrscheinlich von der altniederländischen Phrase „Fried Landt Flaak“ ab, was „freies, flaches Land“ bedeutet. Der öffentliche, weiße Sandstrand ist einer der längsten der Insel. Er wird ganzjährig von Ansässigen, Touristen und anderen Besuchern besucht. Die Lagune wird von ihr umgebenden Korallenriffen geschützt. Vom Strand aus kann man die Halbinsel Le Morne Brabant mit dem gleichnamigen Berg sehen, die sich im Südwesten von Mauritius befindet. Flic-en-Flac liegt ein paar Kilometer von der Ortschaft Tamarin und ihrem Strand entfernt. In der Nähe von Flic-en-Flac ist der Casela Bird Park, in dem sich viele Orchideen befinden und mehr als 140 Vogelarten, darunter die auf Mauritius endemische, seltene und gefährdete Rosentaube, leben.

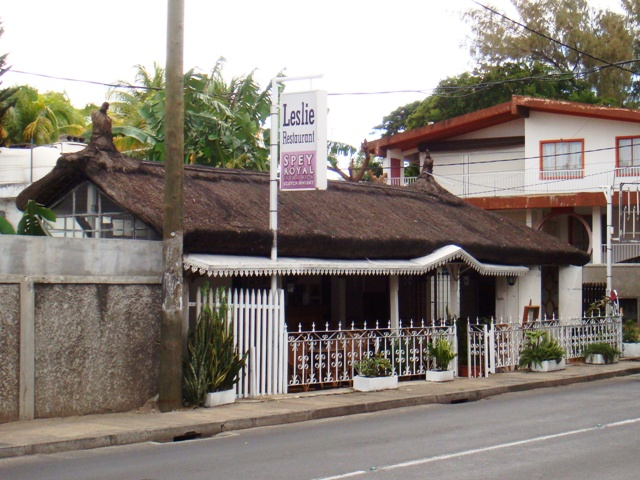
Eine Straße in Flic en Flac

Flic-en-Flac liegt im nicht-industriellen Teil von Mauritius, die Küste ist hier 13 km lang. Es ist insofern auf den Tourismus ausgerichtet, als dass dort viele Luxushotels mit jährlich ungefähr einer halben Million Besuchern liegen. Flic-en-Flac hat eine Fläche von über 10 km2, wovon ungefähr 4 km2 Zuckerrohrplantagen sind. Südlich des Orts liegt der Fluss Riviere du Rempart, nordöstlich ein Wasserreservoir, das La Ferme-Reservoir, welches mit einem Grundwasserstrom Sümpfe und Lagunen in der Nähe des Ortes mit Süßwasser versorgt.
Sowohl die Erosion entlang der Küstenlinie als auch die Korallenriffe in der Nähe von Flic-en-Flac wurden in einigen Studien zum globalen Klimawandel untersucht. Gemäß Sachooda Ragoonaden beträgt der jährliche Rückgang der Küstenlinie in der Nähe von Flic-en-Flac 2,7 m. Die Regierung von Mauritius ließ Gabione bauen, um gegen die Erosion vorzugehen, doch nach darauffolgenden Flutschäden kamen Bedenken gegenüber dieser Maßnahme auf.
Auf Street-Food-Märkten werden lokale Speisen wie „DhalPuri“, eine aus Mehl, Erbsen, Salz und Wasser gebackene und mit Curry und Soßen gefüllte Fladenbrottasche, oder Gateaux Piments, frittierte, gewürzte Kichererbsenkugeln, angeboten. An Wochenenden verbringen viele Anwohner ihre Zeit mit Familienmitgliedern und Freunden am Strand. Einige singen und tanzen zur Tanzmusik Sega, die meist Gitarren und Ravannen, tamburin- bzw. bodhránartigen Schlaginstrumenten, begleitet wird. Zu den Aktivitäten im Nachtleben zählen Besuche in Nachtclubs und Restaurants.